# FMA IAe 33 Pulqui II
FMA IAe 33 Pulqui II var ett jaktflygplan designat av Kurt Tank i slutet av 1940-talet i Argentina, under Juan Peróns regering, som byggdes vid Fábrica Argentina de Aviones (FMA).

## Bakgrund

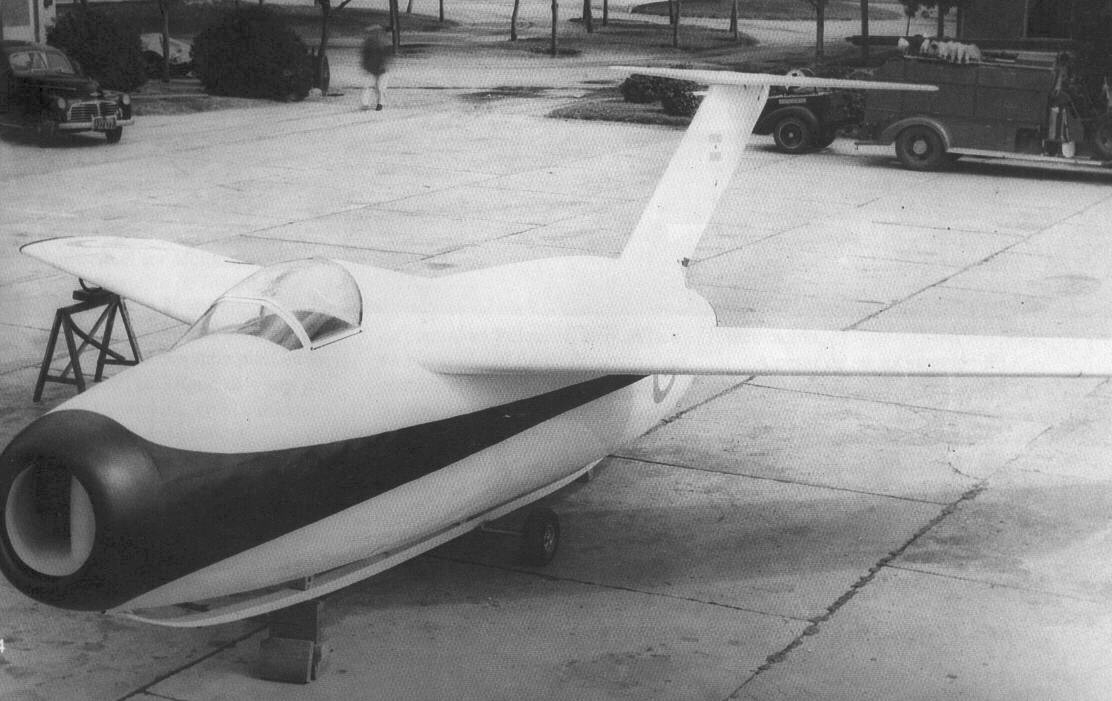
Pulqui II segelflygsattrapp.

Under senare delen av 1940-talet emigrerade många framstående tyska ingenjörer och vetenskapsmän inom flygområdet till Argentina och Latinamerika generellt, på grund av det tyska nederlaget i Andra världskriget.